# Halesia macgregorii
Halesia macgregorii es una especie de planta fanerógama perteneciente a la familia Styracaceae. Es endémica del sudeste de China, donde crece en alturas moderadas de 700–1.200 m s. n. m. Está tratada en peligro de extinción por pérdida de hábitat.
Recientes evidencias genéticas sugieren que está, probablemente, más relacionada con el género  Rehderodendron que con otras especies de  Halesia; por ello puede ser trasladada a ese género en el futuro.

## Descripción
Es un árbol caducifolio que alcanza los  24 m de altura con un tronco que mide 45 cm de diámetro. Las hojas tienen  5–13 cm de longitud y  3–4,5 cm de ancho, con un peciolo de  5–10 cm de longitud. Las flores son colgantes de 1.5 cm de longitud con cuatro pétalos blancos. El fruto es una drupa seca de  2,5–4 cm de longitud y  2–3 cm de diámetro.

## Taxonomía
Halesia macgregorii fue descrita por Woon Young Chun y publicado en Journal of the Arnold Arboretum 6(3): 144–145, en el año 1925.
Sinonimia
- Halesia macgregorii var. crenata Chun[5]